# Dioicia

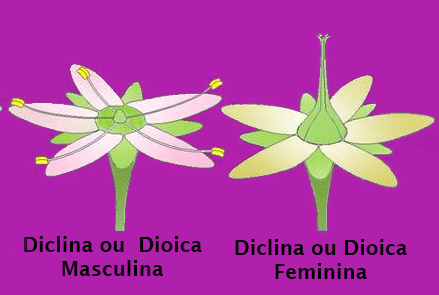
Flores masculina e feminina.

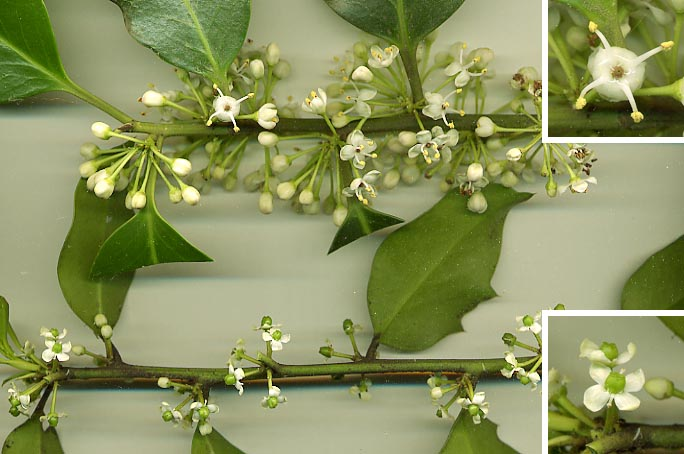
Ilex aquifolium, uma espécie dioica, com plantas masculinas e plantas femininas

Dioicia (grego: διοικία "duas casas"; forma adjectiva: dioico ou diclina), também por vezes gonocorismo no caso de animais, é a designação dada em botânica e micologia às espécies em que os sexos se encontram separados em indivíduos diferentes, como na maior parte dos vertebrados. Estes indivíduos dizem-se unissexuados. Note que os termos "monoico" e "dioico" aplicam-se unicamente à espécie. Os organismos e as estruturas reprodutoras são: bissexuados (hermafroditas) ou unissexuados (masculinos ou femininos). Ainda que erradamente, as estruturas reprodutoras também recebem, por vezes, essas denominações.

## Descrição
Secundariamente, muitas vezes por razões teratogénicas, alguns indivíduos duma espécie dioica podem apresentar, em maior ou menor grau, órgãos sexuais dos dois sexos, são hermafroditas.
As plantas verdes são geralmente bissexuadas ou hermafroditas, ou seja, o mesmo indivíduo apresenta órgãos sexuais dos dois sexos, mas existem muitas espécies dioicas. Um exemplo de espécie dioica é Welwitschia, uma gnetófita adaptada a habitats desérticos, com plantas masculinas e plantas femininas.
A dioicia facilita variabilidade genética, ao exigir que a reprodução se faça entre indivíduos diferentes.